# Larry Hurtado
Larry Weir Hurtado (29. prosince 1943 Kansas City – 25. listopadu 2019 Edinburgh) byl americký badatel Nového zákona a historik raného křesťanství.
Působil na Regent College v kanadském Vancouveru a na univerzitách ve Winnipegu v Manitobě a v Edinburku ve Skotsku.
Na Edinburské univerzitě založil Centrum pro studium křesťanských počátků. Ve svém novozákonním bádáním se věnoval především rané křesťanské zbožnosti a uctívání. Jeho nejznámější dílo nese název Lord Jesus Christ: Devotion to Jesus in Earliest Christianity (2003).